# Витрати маркетингу
Ви́трати маркетингу — кошти, що їх витрачають виробники продукції чи послуг на стимулювання збуту і збут.

## Сутність витрат маркетингу
Витрати маркетингу — це вартість будь-яких ресурсів на підготовку, реалізацію та контроль інформаційних потоків, які циркулюють між учасниками обмінного процесу для забезпечення узгодження попиту та пропозиції, за умови їх найкращого варіанту використання .
У витрати маркетингу виробника входять кошти, котрі витрачають на маркетинг товарів даної фірми торговельні організації, через які фірма збуває свою продукцію. Витрати маркетингу класифікують за видами (заробітна плата, податки, опалення, електроенергія, матеріали тощо) і за виконуваними функціями (планування асортименту, рекламна діяльність тощо). Одна з проблем аналізу витрат маркетингу — розподіл їх між основними видами збутової діяльності. Прямі витрати безпосередньо відносять на відповідні функції, витрати, що піддаються розподілу, згодом також розносять за видами діяльності. Єдині для різних функцій витрати зазвичай розподілу не підлягають. Фірми, що виробляють вузький асортимент продукції, складають докладні звіти про витрати за товарними групами. Різноманітний асортимент продукції, яка випускається, потребує обліку витрат маркетингу за географічними ринками. На практиці витрати маркетингу здебільшого перевищують витрати виробництва (насамперед щодо товарів народного споживання). Інформація про витрати маркетингу регулярно узагальнюється, контролюється і передається керівництву фірми для прийняття управлінських рішень.
Розрізняють витрати маркетингу за місцем виникнення: зовнішні та внутрішні витрати маркетингу. До зовнішніх належать витрати сторонніх організацій, тобто витрати за сплату послуг типографій, дослідницьких компаній, рекламних агенцій, за розміщення реклами тощо. До внутрішніх витрат маркетингу відносять витрати структурних підрозділів підприємства, в першу чергу, витрати відділу маркетингу.

## Види витрат маркетингу
- торгові переговори,
- реклама,
- транспортування,
- подорожі торгових уповноважених,
- кредитування,
- складські операції,
- оформлення вітрин і розкладок,
- цінові знижки,
- збирання й аналіз даних тощо.

## Показники оцінки витрат на маркетинг
- приріст доходу, приріст прибутку, торгова ефективність (розглядається приріст доходу або прибутку, що планується до або отриманий після реалізації маркетингової кампанії; для розрахунку показника ефективності залучаються витрати на здійснення маркетингової кампанії);
- приріст комунікаційного результату, комунікаційна ефективність (розглядається змінення поінформованості, переваги та ін.; для розрахунку показника ефективності беруться витрати на здійснення маркетингової кампанії);
- рентабельність маркетингових інвестицій (розглядається зміна прибутковості до та після реалізації маркетингових кампаній при цьому орієнтація йде не тільки на негайний прибуток, але й на майбутній економічний ефект, що справедливо й стосовно витрат)[3].

Маркетингові інвестиції забезпечують зростання маркетингових активів (поінформованість про бренд, ставлення до бренду, сприйняття ризику, рівень
довіри і рівень лояльності). Для оцінки необхідно зробити аналіз маркетингових активів, маркетингових результатів, вартості бізнесу. Це забезпечує врахування  результатів маркетингових заходів окремо від загального стану підприємства .

## Управління витратами маркетингу
Управління витратами маркетингу здійснюється на стратегічному та оперативному рівнях.
Оперативне управління витратами маркетингу — обґрунтування, реалізація та контроль тактичних заходів щодо маркетингових витрат на основі стратегічних рішень, орієнтації на внутрішнє та зовнішнє середовище підприємства, що сприяє налагодженню зв'язків підприємства з цільовою аудиторією та досягненню його цілей за умови оптимальності витрат.
Управління витратами на маркетинг здійснюється за допомогою функціонально-вартісного аналізу, який передбачає точне визначення фінансових показників витрат на маркетинг. Функціонально-вартісний аналіз передбачає поділ витрат на виправдані (необхідні) і необгрунтовані (холості), що виявляються в ході аналізу та вимагають зниження. Головне завдання проведення функціонально-вартісного аналізу — поєднання інтересів виробника та споживачами, що виражається в ступені реалізації комплексу маркетингу і витратами, які супроводжують цей рівень. Результатом аналізу є можливі три варіанти рішення: зменшення витрат за умов збереження ступеня реалізації комплексу маркетингу; зростання рівня реалізації комплексу маркетингу при збереженні заданого розміру витрат; збільшення ступеня реалізації при відносному скороченні витрат.